# Победници европских првенстава у атлетици на отвореном — маратон
Освајачи медаља на Европским првенствима у атлетици на отвореном у дисциплини трчања маратона, која је у програму од првог Европског првенства у Торину 1934., приказани су у следећој табели са постигнутим резултатима, рекордима и билансом освојених медаља по земљама и појединачно у овој дисциплини. Резултати су приказани у сатима.
Најуспешнији појединци, после 23 Европских првенстава, су Италијани Ђелиндо Бордон и Стефано Балдини са по две освојене златне медаље. Од земаља, најуспешнија је Италија са укупно 11 освојених медаља, од чега 5 златних, 3 сребрне и 3 бронзане.
Рекорд Европских првенстава држи Коен Наерт из Белгије са 2:09:51 (2 сата, 9 минута, 51 секунда) који је истрчао на Европском првенства у Берлину 2018.

## Освајачи медаља на Европским првенствима на отвореном
| Европско првенство     |                                     | Резултат          |                                    | Резултат          |                                   | Резултат          |
| Торино 1934 детаљи     | Армас Тојвонен · Финска             | 2:52:29,0 РЕП     | Торе Енохсон · Шведска             | 2:54:35,6         | Аурелио Ђенгини · Италија         | 2:55:03,4         |
| Париз 1938 детаљи      | Вејне Мујнонен · Финска             | 2:37:28,8 РЕП     | Скуир Јароу · Уједињено Краљевство | 2:39:03,0         | Хенри Палме · Финска              | 2:42:13,6         |
| Осло 1946 детаљи       | Мико Хиетанен · Финска              | 2:24:55           | Вејне Мујнонен · Финска            | 2:26:08           | Јаков Пунко · СССР                | 2:26:21           |
| Брисел 1950 детаљи     | Џек Холден · Уједињено Краљевство   | 2:32:14 РЕП       | Веико Карвонен · Финска            | 2:32:45           | Федосиј Ванин · СССР              | 2:33:47           |
| Берн 1954 детаљи       | Веико Карвонен · Финска             | 2:24:51,6 РЕП     | Борис Гришајев · СССР              | 2:24:55,6         | Иван Филин · СССР                 | 2:25:26,6         |
| Стокхолм 1958 детаљи   | Сергеј Попов · СССР                 | 2:15:17,0 РЕП     | Иван Филин · СССР                  | 2:20:50,6         | Фред Норис · Уједињено Краљевство | 2:21:15,0         |
| Београд 1962 детаљи    | Брајан Килби · Уједињено Краљевство | 2:23:18,8         | Аурел Вандендриеше · Белгија       | 2:24:02,0         | Виктор Бајков · СССР              | 2:24:19,8         |
| Будимпешта 1966 детаљи | Џим Хоган · Уједињено Краљевство    | 2:20:04,6         | Аурел Вандендриеше · Белгија       | 2:21:43,6         | Ђула Тот · Мађарска               | 2:22:02,0         |
| Атина 1969 детаљи      | Рон Хил · Уједињено Краљевство      | 2:16:47,8         | Гастон Роелантс · Белгија          | 2:17:22,2         | Џим Алдер · Уједињено Краљевство  | 2:19:05,8         |
| Хелсинки 1971 детаљи   | Карел Лисмонт · Белгија             | 2:13:09,0 РЕП     | Тревор Рајт · Уједињено Краљевство | 2:13:59,62        | Рон Хил · Уједињено Краљевство    | 2:14:34,83        |
| Рим 1974 детаљи        | Јан Томпсон · Уједињено Краљевство  | 2:13:18,8         | Екард Лесе · Источна Немачка       | 2:14:57,4         | Гастон Роелантс · Белгија         | 2:16:29,6         |
| Праг 1978 детаљи       | Леонид Мосејев · СССР               | 2:11:57,5 РЕП     | Николај Пензин · СССР              | 2:11:59,0         | Карел Лисмонт · Белгија           | 2:12:07,7         |
| Атина 1982 детаљи      | Герард Нијбур · Холандија           | 2:15:16           | Арманд Парментије · Белгија        | 2:15:51           | Карел Лисмонт · Белгија           | 2:16:04           |
| Штутгарт 1986 детаљи   | Ђелиндо Бордин · Италија            | 2:10:54 РЕП       | Орландо Пицолато · Италија         | 2:10:57           | Херберт Штефни · Западна Немачка  | 2:11:30           |
| Сплит 1990 детаљи      | Ђелиндо Бордин · Италија            | 2:14:02           | Ђани Поли · Италија                | 2:14:55           | Доминик Шеваље · Француска        | 2:15:20           |
| Хелсинки 1994 детаљи   | Мартин Физ · Шпанија                | 2:10:31 РЕП       | Дијего Гарсија · Шпанија           | 2:10:46           | Алберто Хуздадо · Шпанија         | 2:11:18           |
| Будимпешта 1998 детаљи | Стефано Балдини · Италија           | 2:12:01           | Данило Ђофи · Италија              | 2:12:11           | Вићенцо Модика · Италија          | 2:12:53           |
| Минхен 2002. детаљи    | Јане Холмен · Финска                | 2:12:14           | Павел Лоскутов · Естонија          | 2:13:18           | Хулио Реј · Шпанија               | 2:13:21           |
| Гетеборг 2006 детаљи   | Стефано Балдини · Италија           | 2:11:32           | Виктор Ретлин · Швајцарска         | 2:11:50           | Хулио Реј · Шпанија               | 2:12:37           |
| Барселона 2010 детаљи  | Виктор Ретлин · Швајцарска          | 2:15:31           | Хозе Мануел Мартинез · Шпанија     | 2:17:50           | Дмитриј Сафронов · Русија         | 2:18:16           |
| Хелсинки 2012          | трка није одржана                   | трка није одржана | трка није одржана                  | трка није одржана | трка није одржана                 | трка није одржана |
| Цирих 2014 детаљи      | Данијеле Меучи · Италија            | 2:11:08           | Јаред Шегумо · Пољска              | 2:12:00           | Алексеј Реунков · Русија          | 2:12:15           |
| Амстердам 2016         | трка није одржана                   | трка није одржана | трка није одржана                  | трка није одржана | трка није одржана                 | трка није одржана |
| Берлин 2018 детаљи     | Коен Наерт · Белгија                | 2:09:51 РЕП       | Тадесе Абрахам · Швајцарска        | 2:11:24           | Јасине Рачик · Италија            | 2:12:09           |
| Минхен 2022 детаљи     | Рихард Рингер · Немачка             | 2:10:21           | Марху Тефери · Израел              | 2:10:23           | Гашау Ајале · Израел              | 2:10:29           |
| Рим 2024               | трка није одржана                   | трка није одржана | трка није одржана                  | трка није одржана | трка није одржана                 | трка није одржана |
| Бирмингем 2026         |                                     |                   |                                    |                   |                                   |                   |

## Биланс медаља
| #   | Држава               |    |    |    |    |
| --- | -------------------- | -- | -- | -- | -- |
| 1.  | Италија              | 5  | 3  | 3  | 11 |
| 2.  | Уједињено Краљевство | 5  | 2  | 3  | 10 |
| 3.  | Финска               | 5  | 2  | 1  | 8  |
| 4.  | Белгија              | 2  | 4  | 3  | 9  |
| 5.  | СССР                 | 2  | 3  | 4  | 9  |
| 6.  | Шпанија              | 1  | 2  | 3  | 6  |
| 7.  | Швајцарска           | 1  | 2  | 0  | 3  |
| 8.  | Холандија            | 1  | 0  | 0  | 1  |
| 8.  | Немачка              | 1  | 0  | 0  | 1  |
| 9.  | Израел               | 0  | 1  | 1  | 2  |
| 10. | Шведска              | 0  | 1  | 0  | 1  |
| 10. | Источна Немачка      | 0  | 1  | 0  | 1  |
| 10. | Естонија             | 0  | 1  | 0  | 1  |
| 10. | Пољска               | 0  | 1  | 0  | 1  |
| 14. | Русија               | 0  | 0  | 2  | 2  |
| 15. | Мађарска             | 0  | 0  | 1  | 1  |
| 15. | Западна Немачка      | 0  | 0  | 1  | 1  |
| 15. | Француска            | 0  | 0  | 1  | 1  |
|     | Укупно 17 земаља     | 23 | 23 | 23 | 69 |

|     | Атлетичар          | Земља                |   |   |   |   |
| --- | ------------------ | -------------------- | - | - | - | - |
| 1.  | Ђелиндо Бордин     | Италија              | 2 | 0 | 0 | 2 |
| 1.  | Стефано Балдини    | Италија              | 2 | 0 | 0 | 2 |
| 3.  | Вејне Мујнонен     | Финска               | 1 | 1 | 0 | 2 |
| 3.  | Веико Карвонен     | Финска               | 1 | 1 | 0 | 2 |
| 3.  | Виктор Ретлин      | Швајцарска           | 1 | 1 | 0 | 2 |
| 6.  | Карел Лисмонт      | Белгија              | 1 | 0 | 2 | 3 |
| 7.  | Рон Хил            | Уједињено Краљевство | 1 | 0 | 1 | 2 |
| 8.  | Аурел Вандендриеше | Белгија              | 0 | 2 | 0 | 2 |
| 9.  | Иван Филин         | СССР                 | 0 | 1 | 1 | 2 |
| 9.  | Гастон Роелантс    | Белгија              | 0 | 1 | 1 | 2 |
| 11. | Хулио Реј          | Шпанија              | 0 | 0 | 2 | 2 |